# Brennende Schuld
Brennende Schuld (Originaltitel: Life For Ruth) ist ein kammerspielartiges, britisches Filmdrama aus dem Jahre 1962 von Basil Dearden mit Michael Craig, Patrick McGoohan und Janet Munro in den Hauptrollen.

## Handlung
In einer am Meer gelegenen Industriestadt im Norden Englands. Hier lebt das Ehepaar John und Pat Harris mit beider kleinen Tochter Ruth ein beschauliches Familienleben. Als eines Tages das achtjährige Mädchen bei einer Fahrt mit einem Ruderboot im Meer verunglückt, kann Vater John Ruth zwar retten, doch, im örtlichen Krankenhaus von East Durham eingeliefert, erweist sich ihr schlechter Gesundheitszustand doch als sehr gravierend. Der behandelnde Arzt Dr. Brown macht den Eltern klar, dass Ruth unbedingt eine Bluttransfusion benötige, um zu überleben. Doch John Harris mag seine Zustimmung dazu keinesfalls geben. Als religiöser Fanatiker, offensichtlich ein Anhänger der Zeugen Jehovas, sagt er, dies sei gänzlich gegen Gottes Willen, so wie sein Glaube diesen auslegt. Dr. Harris macht John unmissverständlich klar, dass Ruth ohne diese Transfusion sterben werde, doch Harris’ Überzeugungen sind stärker, und er lehnt auch weiterhin eine Bluttransfusion kategorisch ab. Dann kehrt das Ehepaar Harris in sein Heim zurück. Doch Pat bekommt es mit der Angst zu tun. Sie will ihr Kind nicht sterben lassen und eilt zurück zu Dr. Brown, um ihre Einwilligung für die Bluttransfusion zu geben. Aber sie kommt zu spät, in diesem Moment stirbt die kleine Ruth. Fassungslos angesichts religiös begründeter Ignoranz gegenüber dem medizinisch Notwendigen, erklärt Dr. Brown gegenüber seinem Chef unumwunden, dass John Harris seine eigene Tochter auf dem Gewissen habe.
Brown will es dabei nicht bewenden lassen und setzt Himmel und Hölle in Bewegung, um Harris für seine Entscheidung vor Gericht zu bringen. Ein von ihm konsultierter Anwalt gibt zu bedenken, dass Fälle, die religiöse Entscheidungen betreffen, sehr schwer vor Gericht zu behandeln seien. Schließlich erreicht der Arzt, dass Harris wegen Totschlags verhaftet und vor Gericht gestellt wird. Der angesehene Rechtsanwalt Hart Jacobs bietet sich an, Harris’ Verteidigung zu übernehmen, da er fest daran glaubt, dass religiöse Überzeugungen im Handeln zu respektieren seien. Da Jacobs nicht eben billig ist, schlägt er vor, mit einer Zeitung, die die Exklusivrechte an der Berichterstattung erhält, zusammenzuarbeiten. Dies aber lehnt Harris rundheraus ab, und so erhält er einen vom Staat bestellten Pflichtverteidiger, der aber im Hintergrund heimlich von Jacobs beraten wird. Der rät seinem Kollegen, nur John Paul Harris in den Zeugenstand zu rufen, auf dass dieser seine Gewissensnöte, die ihn zu seiner Entscheidung trieben, offen legt. In einem Kreuzverhör bekräftigt Harris, gegenüber dem Kronanwalt, dass Ruth nun nicht in einer schlechteren Welt sei, denn wenn man sich in Gottes Händen begeben würde, sei man nicht tot. Zu aller Überraschung befindet die Jury Harris des Totschlags für „nicht schuldig“. Da bricht Harris zusammen und schreit im Gerichtssaal hinaus: “Ich bin schuldig, ich habe Ruths Leben geopfert”. Vor dem Gerichtssaal will er sich vor einen nahenden Autobus werfen, doch da zieht ihn ausgerechnet Dr. Brown zurück und redet ihm ins Gewissen, dass Harris’ seine Schuld mit Gott, der ihm doch so viel bedeute, ausmachen solle. Ob es für Pam und John einen gemeinsamen Neuanfang geben wird, lässt das Filmende offen.

## Produktionsnotizen
Gedreht im Winter 1961/62 in Sunderland and Seaham Harbour Co. Durham, wurde Brennende Schuld am 30. August 1962 in London uraufgeführt. Die deutsche Premiere fand am 8. Oktober 1963 statt. Am 6. Mai 1973 lief der Film nachmittags erstmals im deutschen Fernsehen (ZDF) an.

## Wissenswertes
Der Film war ein Flop an der Kinokasse: Die Kosten betrugen etwa 126.800 Pfund, die Einnahmen lagen bei lediglich 53.788 Pfund.
Die Grundidee dieses Stoffes wurde 2017 in dem Drama Kindeswohl wiederverwertet. Auch diese Inszenierung war ein großer Kritikererfolg.

## Kritiken
Der Film wurde überwiegend gut bis sehr gut besprochen. Nachfolgend mehrere in- wie ausländische Beurteilungen.
In Film des Monats hieß es anlässlich der deutschen Erstaufführung 1963: “Dieser neue sozialkritische Film aus England verdient nicht nur darum Beachtung, weil es ihm gelungen ist, ein schwieriges Problem, das die ganze Aufmerksamkeit des Betrachters erfordert, in eine spannende Handlung einzubetten. Mit seinem ebenso ungewöhnlichen wie erfolgreichen Bemühen um gerechte Darstellung des Konfliktes zwischen alttestamentarischer Buchstabengläubigkeit und dem Glauben des Neuen Testamentes erreicht Basil Deardens jüngstes Leinwandwerk darüber hinaus den Rang dessen, was gemeinhin als „religiöser Film“ umschrieben wird.”
In der New York Times hieß es bei der stark verspäteten US-Premiere 1966, der Film, der dort unter dem Titel Walk in the Shadow anlief, verdiene „diese kleine Würdigung aufgrund seiner eigenen, unaufdringlichen Qualitäten. Indem er offensichtliche Voreingenommenheit, rührselige Sentimentalität und theatralische Extravaganz vermeidet, setzt es eine dramatische, kraftvolle und provokative Aussage. (…) Die Autoren und Basil Dearden, Regisseur, und Michael Relph, Produzent, sind bei ihrer Herangehensweise nicht oberflächlich vorgegangen. Obwohl sie es sorgfältig vermeiden, die religiöse Sekte beim Namen zu nennen, ist weder der Vater noch sonst jemand, der in die Tragödie verwickelt ist, ein Spinner. Sie sind allzu fehlbare Menschen, und dies ist eine erschreckend reale Krise.“ Fazit: Der Film sei „ein verstörendes, aber überraschend befriedigendes Erlebnis“.
Für Das große Personenlexikon des Films war Brennende Schuld ein „sensibel gestaltete(s) Drama um eine Verweigerung lebensrettender Maßnahmen am eigenen Kind durch einen religiös gebundenen Vater.“ Besonders herausgestellt wurde die künstlerische Arbeit von Michael Craig, der sonst eher handfeste Typen in konventionellen Action-, Kriegs- und Abenteuergeschichten spielte: „Craigs beste Leistung war aber die des religiös-fanatischen Vaters in ‚Brennende Schuld‘, der seiner Tochter eine lebensrettende Bluttransfusion verweigert.“
Im Lexikon des Internationalen Films heißt es: „Der stark dialogorientierte, eindringlich und realistisch gestaltete Film behandelt sein Thema durchaus diskussionswürdig.“
Halliwell‘s Film Guide charakterisierte den Film wie folgt: Er sei eine „Kleinigkeit in Sachen Filmmaking und nicht wirklich unterhaltend, aber fesselnd als ein Kommentar auf menschliche Verhaltensweisen“.